# 호세 고메스 (권투 선수)
호세 고메스 무스텔리에르(스페인어: José Gómez Mustelier, 1959년 1월 28일~)는 쿠바의 권투 선수로 1980년 하계 올림픽 미들급에서 금메달을 획득했다.